# Hà Ứng Khâm
Hà Ứng Khâm (giản thể: 何应钦; phồn thể: 何應欽; bính âm: Hé Yìngqīn; Wade – Giles: Ho Ying-chin; 1890-1987) , tự Kính Chi (敬之), là một trong những tướng lĩnh cao cấp nhất của Quốc Dân Đảng Trung Quốc (KMT) trong thời kỳ Trung Hoa Dân quốc, và một đồng minh thân cận của Tưởng Giới Thạch

## Tiểu sử
Quê quán của ông ở Kim Khê, Giang Tây, nhưng sinh ra và lớn lên ở Quý Châu trong gia đình địa chủ giàu có. :282:27:282Từ nhỏ ông đã mê đọc sách. Năm 1907, ông ghi danh vào Trường Sơ cấp Quân sự Quý Dương, và được chuyển đến Trường Trung học Quân sự Đệ tam Vũ Xương nổi tiếng hơn trong năm sau. Trong cùng năm đó, ông được Bộ Quốc phòng nhà Thanh chọn làm nghiên cứu tại Nhật Bản ở lớp 11 Tokyo Shimbu Gakko, một học viện dự bị quân sự.
Khi học tập tại Nhật Bản, ông quen biết bạn học Tưởng Giới Thạch. Ông đã học được các kỹ năng quân sự và bị ảnh hưởng bởi các lý thuyết chống triều đại nhà Thanh của Đồng Minh Hội mà ông đã sớm gia nhập. Năm 1911, sau sự bùng nổ của cuộc khởi nghĩa Vũ Xương, ông trở về Trung Quốc cùng các thành viên khác của Đồng Minh Hội để làm việc cho Trần Kỳ Mỹ, thống đốc Thượng Hải, và còn biết là cố vấn của Tưởng. Khi cuộc chiến tranh của Đồng Minh Hội chống lại Viên Thế Khải thất bại, ông phải lánh nạn ở Nhật Bản. Sau đó, ông tiếp tục huấn luyện quân sự tại Học viện Quân đội Hoàng gia Nhật Bản. Bạn cùng lớp của mình vào thời điểm này bao gồm Zhu Shaoliang.
Sau khi tốt nghiệp vào năm 1916, Hà Ứng Khâm, tỉnh trưởng của Quý Châu, dự định thành lập một học viện quân sự ở Quý Châu để huấn luyện quân đội cho chính mình. Ông yêu cầu con trai mình, người cũng đã học tại Nhật Bản, để đăng ký một số cá nhân tài năng cho công việc này. Với sự giới thiệu của con trai của Liu và  Wang Wenhua , chỉ huy của quân đội Quý Châu, Hà Ứng Khâm được bổ nhiệm làm đại tá của Trung đoàn 4 của Quân đội Quý Châu.
Ông đã giành được tín nhiệm của Wang một cách nhanh chóng và sau đó, thậm chí đã kết hôn với em gái của Wang. Trong cuộc đấu tranh quyền lực giữa Liu và Wang, ông ủng hộ Wang, do đó Liu mất quyền lực vào năm 1920. Như một phần thưởng, ông được bổ nhiệm làm chủ tịch của học viện, người đứng đầu sở cảnh sát, và lữ đoàn của Lữ đoàn 5 của Quân đội Quý Châu. Khi Vương bị ám sát bởi các đối thủ của mình vào năm 1921, quân đội của Wang rơi vào hỗn loạn và xung đột dân sự. Ông đã bị trục xuất khỏi Quý Châu bởi các tướng lĩnh khác và đến Vân Nam để làm việc cho một quân phiệt địa phương.

## Gia nhập Quốc Dân đảng

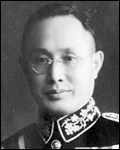

Năm 1924, Tưởng Giới Thạch chuẩn bị cho việc thành lập Học viện Quân sự Whampoa dưới sự cho phép của Tôn Dật Tiên. Chiang biết anh ta là tài năng và đề nghị Sun chỉ định anh ta làm người hướng dẫn chung của học viện. Sun đã gửi điện báo đến Quảng Châu yêu cầu cá nhân ông chấp nhận đề nghị.
Trong quá trình thành lập học viện, ông ủng hộ Tưởng và giành được sự đánh giá cao của Tưởng. Trong cuộc chiến chống lại quân phiệt địa phương Chen Jiongming, học sinh được đào tạo trong học viện được nhóm lại thành hai trung đoàn, với ông là đại tá của một trong những trung đoàn. Trong chiến tranh, ông đã chứng tỏ sự can đảm và tài năng quân sự của mình bằng cách chiến thắng nhiều trận đấu mặc dù ông vừa mới hồi phục sau một căn bệnh, và màn trình diễn của ông đã gây ấn tượng sâu sắc cho cả cố vấn quân sự của Liên Xô và Vasily Blyukher (Tướng Galen). Galen đã gửi thanh kiếm của mình cho Ngài như một món quà sau cuộc chiến này.

## Những năm cuối đời
Khi ông đến Đài Loan, ông nói rằng ông sẽ rời khỏi chính trị để xem xét về sự thất bại của Quốc dân đảng. Khi Tưởng được tái đắc cử làm chủ tịch nước Trung Hoa Dân Quốc
năm 1950, ông mất quyền bầu cử với tư cách là thành viên của ủy ban trung ương của Quốc dân đảng, và chỉ giành được danh hiệu cố vấn cao cấp danh dự.
Ông phụ trách một số câu lạc bộ và hiệp hội làm việc cho Quốc Dân Đảng, và dành phần lớn thời gian để chơi thể thao, cầu và trồng cây. Năm 1986, ông bị mắc bệnh apoplexy và được gửi đến một bệnh viện, sau vài tháng điều trị, ông qua đời vào ngày 21 tháng 10 năm 1987, ở tuổi 97. Với biệt danh Lucky General, ông sống sót sau các trận chiến và chiến dịch, và sống lâu hơn hơn hầu hết các tộc trưởng của Quốc Dân Đảng bao gồm Tưởng. Hài cốt của ông được an táng tại Nghĩa trang quân đội núi Wuchih ở Đài Loan.